# Матюшев, Анатолий Иванович
Анатолий Иванович Матюшев — первый председатель Братского горисполкома (1956—1958 гг.), видный советский и партийный работник регионального уровня. Член КПСС с 1946 года.

## Биография
Анатолий Иванович Матюшев родился 23 июля 1925 года в д. Гаева Ялуторского района Тюменской области в семье крестьянина-середняка.

### В г. Иркутске
После окончания школы в 1941 году поступил в Иркутскую школу военных техников железнодорожного транспорта.
С 1946 года на комсомольской и партийной работе: сначала работал первым секретарем Свердловского РК ВЛКСМ г. Иркутска, зав. отделом Свердловского РК КПСС г. Иркутска, вторым секретарем Иркутского обкома ВЛКСМ, затем работал зам. заведующего промышленно-транспортным отделом Иркутского обкома КПСС.
В 1954 году закончил Всесоюзный заочный юридический институт.

### На других участках работы
В 1956 году был направлен на работу в г. Братск, где в том же году был избран председателем Братского городского исполкома Совета депутатов трудящихся. В 1958 году был избран вторым секретарем Братского ГК КПСС.
С 1960 по 1962 гг. — первый секретарь Тайшетского РК КПСС, затем был направлен на работу в г. Улан-Удэ на должность заведующего отдела строительства и городского хозяйства.
С 1963 года — заведующий отделом лесной и деревообрабатывающей промышленности Иркутского ОК КПСС, а с ноября 1966 по марта 1973 года — секретарь Иркутского облисполкома.
В последние годы жизни работал заместителем заведующего организационно-инструкторским отделом Комитета народного контроля РСФСР.
Анатолий Иванович Матюшев скончался 19 января 1980 года на 54-м году жизни.

## Награды и поощрения
Анатолий Иванович Матюшев неоднократно избирался кандидатом в члены обкома КПСС, депутатом Иркутского областного Совета депутатов трудящихся.
Награждён орденами Трудового Красного Знамени, «Знак Почета» и медалями.